# Плотина Монтичелло
Монтичелло или Монтиселло (англ. Monticello) — плотина, а также бывший город в штате Калифорния, США, затопленный в результате её сооружения и сейчас полностью находящийся под поверхностью искусственного озера Берриесса. Плотина известна благодаря конструкции водосброса, в виде гигантской воронки.

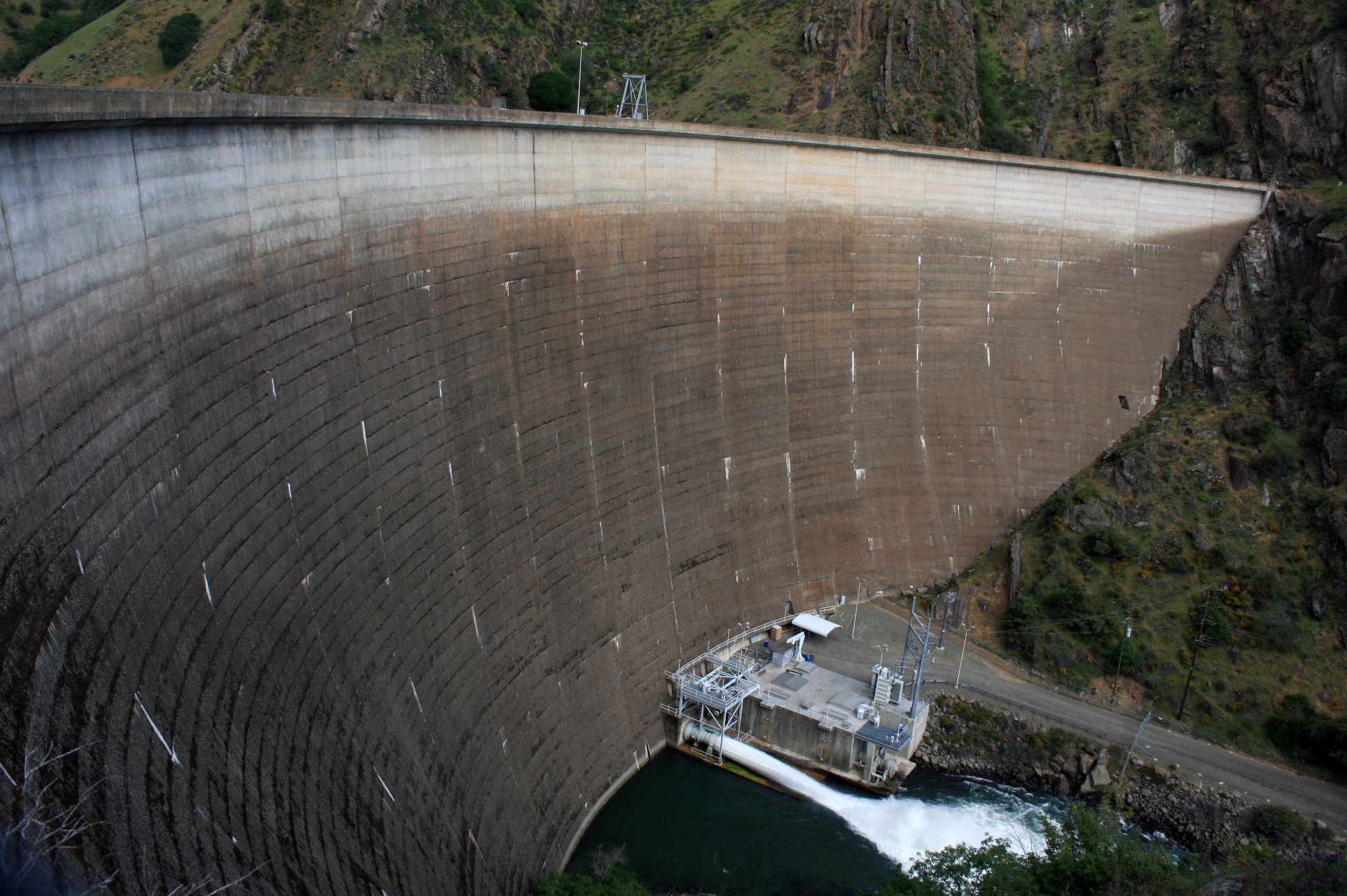
Вид на плотину со смотровой площадки
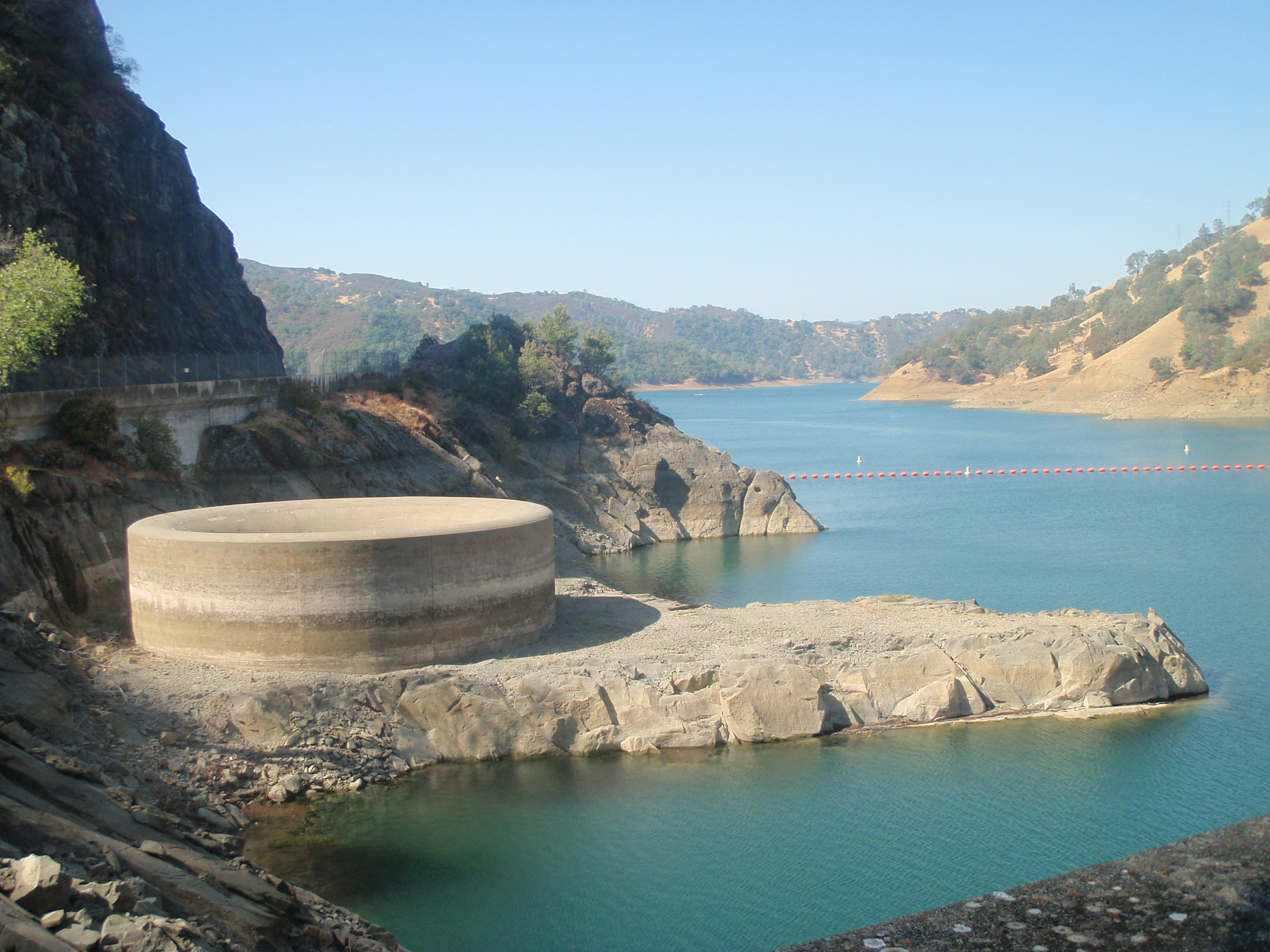
Водосброс 10 октября 2009 года. Уровень воды на 9,83 метра ниже гребня

## История территории

### Ранчо
История бывшего населённого пункта начинается в 1843 году, когда Мануэль Мичельторена, губернатор Верхней Калифорнии (в то время — территория Мексики), предоставил 35516 акров (около 150 км²) супружеской паре Хосе де Хесус и Сикста Берриесса для возведения ранчо «Лас Путас». 
В 1848 году, в соответствии с Договором Гвадалупе-Идальго, Калифорния, и ряд других мексиканских земель, были аннексированы США, и в 1852 году после создания «Общественной комиссии по земельным вопросам», Хосе и Сикста подают заявление на подтверждение их прав и присвоение территории их имени. Патент на новое название был утвержден в 1863.

### Продажа
В 1853 году Берриесса продают ряд незначительных участков чтобы оплатить игорный долг $1645 Эдуарду Шульцу, однако денег не хватает и вскоре основная часть ранчо — 110 км² выставляется на аукцион, где Шульц покупает её за $2000 и вскоре перепродает консорциуму разработчиков.
в 1866 году консорциум распродает большую часть долины мелкими земельными наделами для фермеров и основывает городок Монтичелло.

### Город
В 1870 году в городке действуют универсальный магазин, собственное кладбище, кузнечные мастерские, отели и другие предприятия.
В 1875 году, после того как, дорога через долину перестает быть платной и включается в сеть окружных общественных дорог через неё пускают дилижанс. Маршрут обслуживали 4- и 6-лошадные дилижансы, он начинался из шахтерского города Кноксвиль[уточнить], через Скалистые горы, до Монтичелло, где лошадей меняли, и шел далее к Воротам Дьявола, в долине Напа.
В 1900 и 1901 годах, новости об обнаружении залежей высококачественной нефти привлекают в город предпринимателей и экспертов в бурении.

### Постройка плотины
В 1896 году, в двух километрах от Монтичелло, на дороге в Напу, сооружают крупнейший, к востоку от Скалистых гор каменный мост протяженностью 91 метр. Благодаря удачной конструкции мост хорошо выдерживает зимние паводки Пута-Крик и вскоре, в 1906, появляется первый проект сооружения плотины на Пута-Крик. Впоследствии было выдвинуто множество других планов по созданию искусственного водохранилища, однако вплоть до 1947 ни один из них не доходит до стадии реализации.
В 1947 году правительство округа Солано, совместно с Бюро Мелиорации разрабатывает масштабный план по созданию искусственного резервуара включающий несколько плотин, каналов и другие системы. Несмотря на активное несогласие жителей Монтичелло, при поддержке губернатора Эрла Уорена проект принимают и начинают его реализацию.
Строительство плотины началось в 1953 году. Растительность в долине срубили, постройки и здания снесли и разрушили вплоть до основания. Городское кладбище было перенесено на Плато Испания — обрывистую скалу с видом на долину. Мост Пута-Крик оказался слишком хорошо построен чтобы его было легко снести и остался на месте, полностью уйдя под воду.

## Плотина и электростанция
Плотина Монтичелло была завершена, а озеро Берриесса было сформировано в 1957 году.
Высота плотины Монтичелло составляет 93 метра, а длина гребня — 312 метров. На постройку плотины ушло 249 тысяч кубометров бетона.
В 1981—1983 гг. на плотине сооружают гидроэлектростанцию. Станция насчитывает три генератора и поставляет вырабатываемую энергию, как и воду, в основном, в Норт-Бей.

## Озеро
Озеро Берриесса является вторым по величине искусственным озером в Калифорнии, водоизмещение озера составляет почти 2 кубокилометра (1,976 км³) воды, а площадь — 80 км². Площадь водосбора реки Пута-Крик, питающей озеро, составляет 1490 км².
Вода озера используется для гидро- и сельскохозяйственного назначения далеко за пределами округа, в основном для округа Норт-Бей, залива Сан Франциско.
На озере и прилегающей территории очень популярны катание на водных лыжах, прогулочных лодках, байдарках и каноэ, походы в горы, поездки на велосипеде и мотоцикле, круизы, пикники, плавание и наблюдение за живой природой, однако особую известность придает озеру водосброс плотины.